# Дом омладине Крагујевац
| Дом омладине Крагујевац |                                          |
|                         |                                          |
| Оснивач:                | Град Крагујевац                          |
| Основан:                | 1948.                                    |
| Седиште:                | Бранка Радичевића 1, · Крагујевац Србија |
| Веб презентација        | http://domomladine.com/                  |
| Контакт:                | 034/302-427                              |

Дом омладине Крагујевац је једна од најстаријих установа културе у Крагујевцу, основан 1984. године под називом „Омладински дом”. Једна од главних функција му је била организовање градских манифестација (Дан младости, Први мај..), као и архивирање акција тадашњег омладинског активизма (омладинске радне акције).

## О Дому омладине
Мисија Дома омладине је развој и популаризација урбане културе младих као аутора и за младе као публике у региону Шумадије. По свом програмском садржају, Дом омладине је поливалентни културни центар који је од свог оснивања био усмерен ка музичко-сценској, ликовно-примењеној и књижевној уметности, да би се у новије време окренули и према филмским и мултимедијалним гранама уметности.
У саставу Дома омладине раде школе гитаре, бас гитаре, бубњева и соло певања, школа глуме за основце, драмски студио за средњошколце и филмска радионица, као и школа цртања за децу и ликовни студио за старије ученике.
Активности Дома омладине су подељене на програмску продукцију (музички концерти и фестивали, изложбени програм, пројекције филмова, дебате) едукативне радионице за младе (глума, филм, рок музика, сликање, стрип и карикатура) и партнерске програме у сарадњи са цивилним сектором, регионалним и међународним институцијама и организацијама културе.

### Програмска продукција
Од програмске продукције треба издвојити: Арсенал фест, традиционални Ђурђевдански концерт поводом Дана града Крагујевца, Крагујевачки фестивал уличних свирача, регио-промоције, као и специјалну продукцију. Од едукативних радионица за младе су најпознатије две дугогодишње Драмски студио и Дечија позоришна радионица (радионице и позоришне представе), као и Музичка радионица (школа рок музике „Октава”, радионице, концерти), Ликовни студио и Сликарска радионица.

### Споменик групи Смак
Године 2022. Дом омладине је покренуо иницијативу да се у Крагијевцу подигне споменик групи Смак. Крагујевачки Дом омладине је установа културе у којој су „смаковци” имали прве наступе. Група је званично формирана 1971, а име је добила по истоименој позоришној представи која је припремана у Дому омладине. Својом музиком и енергијом група Смак обележила 70-те године на простору бивше Југославије и постала је један од симбола Крагујевца. Прву дуговечнију поставу из 1974. године чинили су Радомир Михаиловић Точак, Слободан Стојановић Кепа, Зоран Милановић и Борис Аранђеловић. Иницијативу је подржала локална самоуправа и 22. септембра 2023. године управо испред зграде Дома омладине откривен је споменик који чине бронзане скулптуре у природној величини чланова ове поставе Смака.

## Музичка издања
Дом омладине Крагујевац је од 2018. године у своје активности уврстио и музичко издаваштво. До сада су објављена следећа издања:
- Фитнес — Идемо негде, идемо кући (2018)
- ЛУР — У мрежи (2018)
- Ларска — Can't Steal It (2019)[9]